# Představitelé Chu-peje
Představitelé Chu-peje stojí v čele správy provincie. V čele správy Chu-peje stojí guvernér (šeng-čang, 省长) řídící lidovou vládu Chu-peje (Chu-pej-šeng žen-min čeng-fu, 湖北省人民政府). Nejvyšší politické postavení v provincii má však tajemník chupejského provinčního výboru Komunistické strany Číny, vládnoucí politické strany provincie i celého státu. K dalším předním představitelům Chu-peje patří předseda provinčního lidového shromáždění (zastupitelského sboru) a předseda provinčního výboru Čínského lidového politického poradního shromáždění (ČLPPS).
V politickém systému Čínské lidové republiky, analogicky k centrální úrovni, má příslušný regionální výbor komunistické strany v čele s tajemníkem ve svých rukách celkové vedení, lidová vláda v čele guvernérem (u provincie) nebo starostou (u města) řídí administrativu regionu, lidové shromáždění plní funkce zastupitelského sboru a lidové politické poradní shromáždění má poradní a konzultativní funkci.

## Tajemníci chupejského provinčního výboru Komunistické strany Číny (od 1949)
Chupejské komunisty po roce 1949 vedl provinční výbor strany v čele s tajemníkem, od července 1956 prvním tajemníkem. Po zřízení provinčního revolučního výboru v únoru 1968 jeho předseda stanul i v čele komunistů provincie. Od března 1970 opět fungoval provinční výbor strany v čele s prvním tajemníkem. Od prosince 1983 v čele provinčního výboru KS Číny stojí tajemník s několika zástupci tajemníka.
Ve sloupci „Další funkce“ jsou uvedeny nejvýznamnější úřady zastávané současně s výkonem funkce tajemníka chupejského výboru strany, případně pozdější působení v politbyru a stálém výboru politbyra.
| Jméno (životní data)                   | Od            | Do            | Další funkce a poznámky |
| -------------------------------------- | ------------- | ------------- | --- |
| Li Sien-nien (李先念) (1909–1992)      | květen 1949   | květen 1954   | předseda chupejské provinční lidové vlády (1949–1954), později člen politbyra ÚV KS Číny (1956–1987) a stálého výboru politbyra (1977–1987)                                                                                                   |
| Wang Žen-čung (王任重) (1917–1992)     | květen 1954   | květen 1966   | předseda chupejského provinčního výboru ČLPPS (1955–1967), později místopředseda státní rady (1979–1980), tajemník ÚV KS Číny (1980–1982), místopředseda stálého výboru VSLZ (1983–1988), místopředseda celostátního výboru ČLPPS (1988–1992) |
| Ceng S’-jü (曾思玉) (1911–2012)        | březen 1970   | červenec 1975 | předseda chupejského revolučního výboru (1968–1973) |
| Čao Sin-čchu (赵辛初) (1915–1991)      | červenec 1975 | srpen 1978    | předseda chupejského revolučního výboru (1973–1978), předseda chupejského provinčního výboru ČLPPS (1978–1979) |
| Čchen Pchi-sien (陈丕显) (1916–1995)   | srpen 1978    | únor 1983     | předseda chupejského revolučního výboru (1978–1980), předseda chupejského provinčního lidového shromáždění (1980–1983), později tajemník ÚV KS Číny (1982–1987), místopředseda stálého výboru VSLZ (1983–1988)                                |
| Kuan Kuang-fu (关广富) (1931–2016)     | únor 1983     | listopad 1994 | později předseda chupejského provinčního lidového shromáždění (1993–2002) |
| Ťia Č’-ťie (贾志杰) (* 1935)           | prosinec 1994 | prosinec 2000 | předtím guvernér Kan-su (1986–1993), guvernér Chu-peje (1993–1995) |
| Ťiang Ču-pching (蒋祝平) (* 1937)      | prosinec 2000 | prosinec 2001 | předtím guvernér Chu-peje (1995–2001) |
| Jü Čeng-šeng (俞正声) (* 1945)         | prosinec 2001 | říjen 2007    | předseda chupejského provinčního lidového shromáždění (2002–2003), člen 16. až 18. politbyra ÚV KS Číny (2002–2017), a stálého výboru politbyra (2012–2017)                                                                                   |
| Luo Čching-čchüan (罗清泉) (1945–2021) | říjen 2007    | prosinec 2010 | předtím guvernér Chu-peje (2002–2007), předseda chupejského provinčního lidového shromáždění (2008–2011) |
| Li Chung-čung (李鸿忠) (* 1956)        | prosinec 2010 | září 2016     | předtím guvernér Chu-peje (2007–2011), předseda chupejského provinčního lidového shromáždění (2011–2017), člen 19. a 20. politbyra ÚV KS Číny (od 2017)                                                                                       |
| Ťiang Čchao-liang (蒋超良) (* 1957)    | říjen 2016    | únor 2020     | předseda chupejského provinčního lidového shromáždění (2017–2020) |
| Jing Jung (应勇) (* 1957)              | únor 2020     | březen 2022   | předseda chupejského provinčního lidového shromáždění (2020–2023) |
| Wang Meng-chuej (王蒙徽) (* 1960)      | březen 2022   | prosinec 2024 | předseda chupejského provinčního lidového shromáždění (2023–2025) |
| Wang Čung-lin (王忠林) (* 1962)        | prosinec 2024 | v úřadu       | předtím guvernér Chu-peje (2021–2025), předseda chupejského provinčního lidového shromáždění (2025– ) |

## Guvernéři Chu-peje (od 1949)
Od ledna 1980 v čele civilní administrativy provincie Chu-pej stojí guvernér řídící lidovou vládu provincie. Předtím od května 1949 do února 1955 provincii spravovala lidová vláda v čele s předsedou, poté lidový výbor v čele s guvernérem. Od února 1968 do ledna 1980 správu provincie vedl revoluční výbor Chu-peje v čele s předsedou.
| Jméno (životní data)                   | Od            | Do            | Další funkce a poznámky |
| -------------------------------------- | ------------- | ------------- | --- |
| Li Sien-nien (李先念) (1909–1992)      | květen 1949   | srpen 1954    | tajemník chupejského provinčního výboru KS Číny (1949–1954), později člen politbyra ÚV KS Číny (1956–1987) a stálého výboru politbyra (1977–1987)                                                                            |
| Liou C’-chou (刘子厚) (1909–2001)      | srpen 1954    | leden 1956    | |
| Čang Tchi-süe (张体学) (1915–1973)     | leden 1956    | únor 1968     | |
| Ceng S’-jü (曾思玉) (1911–2012)        | únor 1968     | prosinec 1973 | první tajemník chupejského provinčního výboru KS Číny (1970–1975) |
| Čao Sin-čchu (赵辛初) (1915–1991)      | prosinec 1973 | srpen 1978    | první tajemník chupejského provinčního výboru KS Číny (1975–1978), předseda chupejského provinčního výboru ČLPPS (1978–1979)                                                                                                 |
| Čchen Pchi-sien (陈丕显) (1916–1995)   | srpen 1978    | leden 1980    | první tajemník chupejského provinčního výboru KS Číny (1978–1983), předseda chupejského provinčního lidového shromáždění (1980–1983), později tajemník ÚV KS Číny (1982–1987), místopředseda stálého výboru VSLZ (1983–1988) |
| Chan Ning-fu (韩宁夫) (1915–1995)      | leden 1980    | duben 1983    | předtím předseda chupejského provinčního výboru ČLPPS (1979–1980), později předseda chupejského provinčního lidového shromáždění (1983–1986)                                                                                 |
| Chuang Č’-čen (黄知真) (1920–1993)     | duben 1983    | leden 1986    | později předseda chupejského provinčního lidového shromáždění (1986–1993) |
| Kuo Čen-čchien (郭振乾) (1933–2019)    | leden 1986    | březen 1990   | |
| Kuo Šu-jen (郭树言) (1935–2022)        | březen 1990   | únor 1993     | |
| Ťia Č’-ťie (贾志杰) (* 1935)           | únor 1993     | únor 1995     | předtím guvernér Kan-su (1986–1993), později tajemník chupejského provinčního výboru KS Číny (1994–2000) |
| Ťiang Ču-pching (蒋祝平) (* 1937)      | únor 1995     | leden 2001    | později tajemník chupejského provinčního výboru KS Číny (2000–2001) |
| Čang Kuo-kuang (张国光) (* 1945)       | leden 2001    | říjen 2002    | |
| Luo Čching-čchüan (罗清泉) (1945–2021) | říjen 2002    | prosinec 2007 | později tajemník chupejského provinčního výboru KS Číny (2007–2010), předseda chupejského provinčního lidového shromáždění (2008–2011)                                                                                       |
| Li Chung-čung (李鸿忠) (* 1956)        | prosinec 2007 | únor 2011     | později tajemník chupejského provinčního výboru KS Číny (2010–2016), předseda chupejského provinčního lidového shromáždění (2011–2017), člen 19. a 20. politbyra ÚV KS Číny (od 2017)                                        |
| Wang Kuo-šeng (王国生) (* 1956)        | únor 2011     | červenec 2016 | později tajemník čchingchajského provinčního výboru KS Číny (2016–2018), tajemník chenanského provinčního výboru KS Číny (2018–2021)                                                                                         |
| Wang Siao-tung (王晓东) (* 1960)       | červenec 2016 | květen 2021   | |
| Wang Čung-lin (王忠林) (* 1962)        | květen 2021   | leden 2025    | později tajemník chupejského provinčního výboru KS Číny (2024– ), předseda chupejského provinčního lidového shromáždění (2025– )                                                                                             |
| Li Tien-sün ((李殿勋) (* 1967)         | leden 2025    | úřadující     | |

## Předsedové chupejského provinčního lidového shromáždění (od 1979)
Počínaje rokem 2008 je předsedou chupejského provinčního lidového shromáždění (to jest provinčního zastupitelského sboru) pravidelně volen tajemník provinčního výboru KS Číny.
| Jméno (životní data)                   | Od          | Do          | Další funkce a poznámky |
| -------------------------------------- | ----------- | ----------- | --- |
| Čchen Pchi-sien (陈丕显) (1916–1995)   | leden 1980  | duben 1983  | první tajemník chupejského provinčního výboru KS Číny (1978–1983), předseda chupejského revolučního výboru (1978–1980), později tajemník ÚV KS Číny (1982–1987), místopředseda stálého výboru VSLZ (1983–1988) |
| Chan Ning-fu (韩宁夫) (1915–1995)      | duben 1983  | květen 1986 | předtím předseda chupejského provinčního výboru ČLPPS (1979–1980), guvernér Chu-peje (1980–1983) |
| Chuang Č’-čen (黄知真) (1920–1993)     | květen 1986 | duben 1993  | předtím guvernér Chu-peje (1983–1986) |
| Kuan Kuang-fu (关广富) (1931–2016)     | duben 1993  | únor 2002   | předtím tajemník chupejského provinčního výboru KS Číny (1983–1994) |
| Jü Čeng-šeng (俞正声) (* 1945)         | únor 2002   | leden 2003  | tajemník chupejského provinčního výboru KS Číny (2001–2007), člen 16. až 18. politbyra ÚV KS Číny (2002–2017), a stálého výboru politbyra (2012–2017)                                                          |
| Jang Jung-liang (杨永良) (1944–2012)   | leden 2003  | leden 2008  | |
| Luo Čching-čchüan (罗清泉) (1945–2021) | leden 2008  | únor 2011   | předtím guvernér Chu-peje (2002–2007), tajemník chupejského provinčního výboru KS Číny (2007–2010) |
| Li Chung-čung (李鸿忠) (* 1956)        | únor 2011   | leden 2017  | předtím guvernér Chu-peje (2007–2011), tajemník chupejského provinčního výboru KS Číny (2010–2016), člen 19. a 20. politbyra ÚV KS Číny (od 2017)                                                              |
| Ťiang Čchao-liang (蒋超良) (* 1957)    | leden 2017  | březen 2020 | tajemník chupejského provinčního výboru KS Číny (2016–2020) |
| Jing Jung (应勇) (* 1957)              | červen 2020 | leden 2023  | tajemník chupejského provinčního výboru KS Číny (2020–2022) |
| Wang Meng-chuej (王蒙徽) (* 1960)      | leden 2023  | leden 2025  | tajemník chupejského provinčního výboru KS Číny (2022–2024) |
| Wang Čung-lin (王忠林) (* 1962)        | leden 2025  | v úřadu     | předtím guvernér Chu-peje (2021–2025), tajemník chupejského provinčního výboru KS Číny (2024– ) |

## Předsedové chupejského provinčního výboru Čínského lidového politického poradního shromáždění (ČLPPS, od 1955)
| Jméno (životní data)                 | Od          | Do            | Další funkce a poznámky |
| ------------------------------------ | ----------- | ------------- | --- |
| Wang Žen-čung (王任重) (1917–1992)   | únor 1955   | 1967          | tajemník chupejského provinčního výboru KS Číny (1954–1966), později místopředseda státní rady (1979–1980), tajemník ÚV KS Číny (1980–1982), místopředseda stálého výboru VSLZ (1983–1988), místopředseda celostátního výboru ČLPPS (1988–1992)                      |
| Čao Sin-čchu (赵辛初) (1915–1991)    | leden 1978  | únor 1979     | první tajemník chupejského provinčního výboru KS Číny (1975–1978), předseda chupejského revolučního výboru (1975–1978) |
| Chan Ning-fu (韩宁夫) (1915–1995)    | únor 1979   | leden 1980    | později guvernér Chu-peje (1980–1983), předseda chupejského provinčního lidového shromáždění (1983–1986) |
| Sü Tao-čchi (许道琦) (1914–1989)     | leden 1980  | duben 1983    | |
| Li Wej (黎韦) (1915–1996)            | duben 1983  | květen 1988   | |
| Šen Jin-luo (沈因洛) (1920–2016)     | květen 1988 | květen 1993   | |
| Chuej Liang-jü (回良玉) (* 1955)     | květen 1993 | únor 1995     | chuejské národnosti, později guvernér An-chueje (1994–1998), tajemník anchuejského provinčního výboru KS Číny (1998–2000), tajemník ťiangsuského provinčního výboru KS Číny (2000–2002), člen politbyra ÚV KS Číny (2002–2012) a místopředseda vlády ČLR (2003–2013) |
| Čchien Jün-lu (钱运录) (* 1944)      | únor 1995   | prosinec 1998 | |
| Jang Jung-liang (杨永良) (1944–2012) | únor 1999   | leden 2003    | |
| Wang Šeng-tchie (王生铁) (* 1942)    | leden 2003  | leden 2008    | |
| Sung Jü-jing (宋育英) (* 1948)       | leden 2008  | únor 2011     | |
| Jang Sung (杨松) (* 1950)            | únor 2011   | leden 2016    | |
| Čang Čchang-er (张昌尔) (* 1956)     | leden 2016  | leden 2018    | později předseda anchuejského provinčního výboru ČLPPS (2018–2022) |
| Sü Li-čchüan (徐立全) (* 1956)       | leden 2018  | leden 2021    | předtím předseda anchuejského provinčního výboru ČLPPS (2017–2018) |
| Chuang Čchu-pching (黄楚平) (* 1962) | leden 2021  | leden 2022    | |
| Sun Wej (孙伟) (* 1961)              | leden 2022  | úřadující     | |